# 히스토릭 잉글랜드

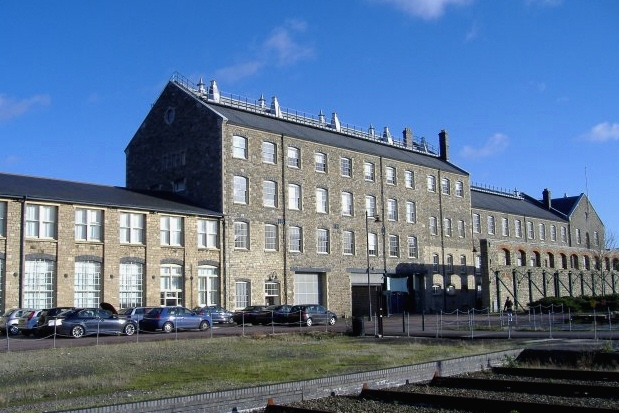
사무소

히스토릭 잉글랜드(Historic England, 공식 명칭: 잉글랜드 사적위원회 - Historic Buildings and Monuments Commission for England)는 영국의 잉글랜드를 관할지역으로 두는 문화재 관리국이다. 영국 정부의 비정부 공공기관으로서 문화 관련 부처인 문화미디어스포츠부의 후원을 받는다. 등록문화재와 지정문화재 관리를 통해 잉글랜드의 역사 환경을 보전하고, 중앙정부와 지방정부에 자문하는 일을 맡고 있다.
히스토릭 잉글랜드는 본래 '잉글리시 헤리티지'라는 이름으로 1983년 국가유산법에 의거해 1984년 4월에 출범해 약 30여년간 운영되어 왔다. 이후 2015년 4월 잉글리시 헤리티지의 구조 개편과 함께 국가유산목록 보전 업무는 잉글리시 헤리티지 트러스트라는 시민영역 단체로 이관하고, 나머지 관할업무는 '히스토릭 잉글랜드'로 이름을 바꾼 것이다. 히스토릭 잉글랜드는 자연환경 보호를 전담하는 내추럴 잉글랜드의 관할업무와 경계를 같이하며, 때로는 서로 협력하기도 한다.
한편으로 옛 잉글리시 헤리티지 소관이던 히스토릭 잉글랜드 아카이브를 이어서 관리하고 있으며 여타 아카이브와의 연계 프로젝트도 진행하고 있다. 예를 들어 '브리튼 프롬 어보브' (Britain from Above) 프로젝트는 웨일스 고대역사유적 왕립위원회·스코틀랜드 고대역사유적 왕립위원회와 함께 항공사진 아카이브 96,000본의 디지털화, 분류화, 온라인 게시를 진행하고 있다. 잉글랜드 아카이브에서는 국보급 컬렉션과 옛 프로젝트 결과물도 소장하고 있는데, 후자의 경우 국가건축기록물 (National Buildings Record)가 대표적이다. 이 프로젝트는 2000년경에 진행되다 잉글랜드 역사유적 왕립위원회와 이미지 오브 잉글랜드 프로젝트에 합류한 프로젝트로, 잉글랜드의 등록건축물 370,000곳의 온라인 데이터베이스를 자유로이 이용할 수 있도록 만들어 놓았다.